# Escuadrón de Apoyo al Despliegue Aéreo
El Escuadrón de Apoyo al Despliegue Aéreo (EADA) es una unidad del Ejército del Aire y del Espacio español que se encuentra localizada en la Base Aérea de Zaragoza en Zaragoza, España. Junto con el Escuadrón de Zapadores Paracaidistas (EZAPAC) forman la fuerza aeroterrestre del Ejército del Aire de España.
El Escuadrón de Apoyo al Despliegue Aéreo es una de las unidades más operativas del Ejército del Aire, y posiblemente la más versátil. Su misión es apoyar en la defensa, despliegue y mantenimiento de las condiciones de operación de las Unidades Aéreas. Sus capacidades principales son la protección de la fuerza y el apoyo al despliegue de las Unidades Aéreas. En ambas áreas es la unidad de referencia en el Ejército del Aire.
Se trata de una unidad singular, no solo por su misión, sino también por el carácter paracaidista de su personal (118 cuadros de mando y 367 Militares Profesionales de Tropa) y por la peculiaridad del material con que cuenta.

## Historia
La Doctrina Militar del Ejército del Aire (MATRA por esas fechas) especificaba que sus unidades de transporte aéreo debían realizar entrenamientos e instrucción en el lanzamiento de personal paracaidista y cargas desde aeronaves de forma regular. Para llevar a cabo tales ejercicios, los aparatos se desplazaban a la Base Aérea de Alcantarilla, excepto los T.10 ( C-130 Hércules) que, por limitaciones de pista, debían tomar tierra en la  Base Aérea de San Javier. La logística por ese tiempo forzaba a una sección de la EZAPAC a desplazarse a San Javier cada vez que debían realizar un ejercicio conjunto con el Ala 31, con el consiguiente gasto presupuestario para ambas unidades, además de la reducción de cadencia de lanzamientos comparada con otras unidades aéreas que sí podían aterrizar en Alcantarilla.
Tras emitir el informe correspondiente a la superioridad, se decide, para abaratar costes y aumentar la instrucción, desplazar permanentemente un destacamento de la Sección de cargas y SATA móvil de la EZAPAC a Zaragoza y, oficialmente, el 6 de octubre de 1983 se creó la Escuadrilla de Apoyo al Transporte Aéreo Militar (EATAM), con plaza en la Base Aérea de Zaragoza. Esta Unidad surgió para proporcionar un nivel adecuado a la evolución de los medios aéreos de transporte y el empleo de unidades paracaidistas, tanto para el lanzamiento de personal, como el de cargas, siendo unidad "hija" de la EZAPAC con parte de su personal (por esas fechas 100% paracaidista) y medios destinados en Zaragoza.
Posteriormente, el Ejército del Aire sintió la necesidad de contar con una unidad que, además de realizar los cometidos de la EATAM, tuviese la capacidad de apoyar y proporcionar protección a la fuerza aérea en sus despliegues. Por este motivo, la EATAM evolucionó a la Escuadrilla de Apoyo al Despliegue Aéreo (EADA), formándose oficialmente el 12 de enero de 1994. Más adelante, el 16 de junio de 2000, la EADA modificó su organización, ampliando funciones, medios y plantilla, convirtiéndose en el Escuadrón de Apoyo al Despliegue Aéreo, que sigue manteniendo la aptitud paracaidista, pese a que no es obligatorio que todo su personal lo sea.

## Funciones
El Escuadrón de Apoyo al Despliegue Aéreo desarrolla los cometidos principales siguientes:
- La defensa activa y pasiva de las Unidades de Fuerzas Aéreas y, en su caso, de las asignadas a las Fuerzas de Reacción de la OTAN mediante: la defensa aérea basada en superficie (GBAD/SHORAD), la seguridad y defensa terrestre, incluidas las tareas de policía militar y el entrenamiento y desarrollo del concepto de "sobrevivir para operar" (STO).
- El apoyo al transporte aéreo militar por medio de las Secciones de Apoyo al Transporte Aéreo Móviles (EATAM móviles), dedicadas a apoyar el despliegue y activación de las Unidades de Fuerzas Aéreas, así como por medio de los equipos de control de combate (EATAM) necesarios para apoyar las operaciones de transporte aéreo táctico.
- El despliegue y asentamiento de la Unidad Médica de Apoyo al Despliegue (ISAF).
- El despliegue y asentamiento de las diferentes unidades modulares que conforman la infraestructura propia de las Unidades de Fuerzas Aéreas asignadas a las Fuerzas de Reacción de la OTAN.

Además de reforzar al EZAPAC , el Escuadrón de Apoyo al Despliegue Aéreo tiene asignados los siguientes cometidos con carácter secundario:
- La defensa terrestre de los Escuadrones de Vigilancia Aérea (EVA,s) y de los radares móviles de vigilancia aérea, cuando así se determine.
- El apoyo a la instrucción de las tripulaciones aéreas en materia NBQ y de transporte aéreo táctico mediante confección de cargas lanzables.

## Operaciones
Una de las señas de identidad del Escuadrón de Apoyo al Despliegue Aéreo es su presencia en los destacamentos en el extranjero. En sus 25 años de historia, el Escuadrón de Apoyo al Despliegue Aéreo ha participado siempre que el Ejército del Aire ha desplegado en un lugar en que no era posible recibir todos los apoyos que una fuerza aérea moderna requiere. Su lema, ‘Obviam primus’ hace referencia a que necesariamente el Escuadrón de Apoyo al Despliegue Aéreo debe desplegar antes de que lo haga el resto del contingente, para hacerse cargo de la seguridad y de los servicios mínimos del destacamento. El personal del Escuadrón de Apoyo al Despliegue Aéreo suele ser, también, el último en abandonar la zona de operaciones.
El Escuadrón de Apoyo al Despliegue Aéreo ha participado en el Destacamento Ícaro en Aviano, en la seguridad inmediata de aviones C-130 Hercules operando en Zaire para la evacuación de residentes, en el aeropuerto de Kabul donde constituyó desde 2002 una sección de apoyo al transporte aéreo militar formando parte de ISAF (Fuerza Internacional de Asistencia para la Seguridad en Afganistán) y en la operación Libertad Duradera apoyando tanto al Destacamento Géminis con aviones C-130 Hercules en Manás (Kirguistán) en 2002-03, como al Destacamento de la Unidad Médica de Apoyo al Despliegue en Bagram (Afganistán) en 2002.
En 2003, personal del Escuadrón de Apoyo al Despliegue Aéreo también desplegó en el aeropuerto de Pristina donde forma parte de CCT, la Fuerza Internacional para Kosovo , y en la Base Aérea Ali Al Salem en Kuwait  en apoyo de C-130 Hércules del Ejército del Aire que prestaban asistencia a los contingentes españoles en Afganistán e Irak en el Destacamento Mizar de Manás (Kirguistán), en el Chad, formando parte del destacamento Orión y en Yibuti.
El EADA actualmente está desplegado en Senegal con el contingente Marfil prestando soporte a Mali y la más reciente en la República Centroafricana formando parte del destacamento Mamba.

## Instrucción y preparación
El Plan de Instrucción número 1 capacita al personal, independientemente de su empleo y especialidad, para integrarse en las distintas escuadrillas del Escuadrón de Apoyo al Despliegue Aéreo. Por ello es una exigencia para todo aquel que se incorpora a la unidad. Su duración es de 15 semanas en las que se imparten conocimientos teórico-prácticos de muy diversa naturaleza. Siempre hay personal que no consigue superarlo, y por tanto causan baja en la unidad; pero la razón, más que la dureza del plan, suele ser la falta de motivación.[cita requerida]
Los ejercicios realizados son:
- Realización de diversos ejercicios físicos y esfuerzo
- Montaje de un campamento que simula un despliegue de la unidad en el exterior, con las necesarias instalaciones de vida y funcionamiento, controles de accesos, fortificaciones, medios técnicos contra intrusiones, patrullas móviles de vigilancia perimetral, etc.
- Realización de ejercicios de protección de convoyes y personalidades y tiro real con todo el armamento de dotación en la unidad, comprobando semana a semana la mejora de la destreza y seguridad en el manejo del armamento
- Ejercicios nocturnos forman parte del entrenamiento, realizando además pistas de aplicación y combate
- Realización de tres ejercicios en ambientes diversos:
  - Supervivencia en montaña, con una marcha táctica por la zona de Jaca durante cinco días.
  - Supervivencia en ambiente desértico, con una marcha táctica y de ocultación en el parque natural del desierto de Los Monegros.
  - En mar, practicando la supervivencia tras un naufragio.
- Módulo de combate cuerpo a cuerpo y defensa personal.

El aspirante que no supere el plan de instrucción causará baja en la unidad y en el ejército, en el caso de personal de tropa en su compromiso inicial, por no superar el plan de instrucción y formación establecido y quedará fuera de las Fuerzas Armadas.[cita requerida]
Tras haber superado el plan de instrucción n.º 1, se entrega la boina (prenda de cabeza del Escuadrón de Apoyo al Despliegue Aéreo) mediante un sencillo acto en el Escuadrón.

## Armamento y vehículos
Armas cortas:
- Heckler & Koch USP de calibre 9 x 19 (9mm Parabellum).

Escopetas:
- Remington 870 de calibre 12/70.

Subfusiles:
- FN P90 de calibre 5,7mm.
- Heckler & Koch UMP de calibre 9 x 19 (9 mm Parabellum).
- Heckler & Koch MP7 de calibre 4,6 x 30 mm.[2]

Fusiles de asalto:
- Heckler & Koch G36 en calibre 5.56 x 45 (.223 Rem).
- CETME, modelos L y LC, en calibre 5.56 x 45 (.223 Rem).

Ametralladoras ligeras:
- FN Minimi Modelo Para, en calibre 5.56 x 45 (.223 Rem).
- FN Minimi MK3 en calibre 7.62 x 51 (.308 Win).
- Rheinmetall MG3 en calibre 7.62 x 51 (.308 Win).

Fusiles de precisión:
- L96 Accuracy International Arctic Warfare, modelo L-96A1 en calibre 7.62 x 51 (.308 Win).
- L96 Accuracy International Arctic Warfare, modelo AS50 en calibre 12.7 x 108 (.50 BMG)
- Barrett M95 en calibre 12.7 x 99 (.50 BMG)
- Barrett M82 en calibre 12.7 x 99 (.50 BMG)

Lanzagranadas:
- Heckler & Koch AG36 de 40 mm y munición de 40 x 46 mm. Se utiliza montado en los fusiles Heckler & Koch G36.
- LAG 40 de 40 mm y munición de 40 x 53 mm..

Lanzacohetes:
- Instalaza Alcotán-100 C-100, de 100 mm.
- Instalaza C-90 C-90, de 90 mm.

Vehículos:
- URO VAMTAC.
- Iveco LMV "Lince".

## Lema
"Obviam primus" frase en latín que significa (Los primeros en llegar), dada la capacidad de esta unidad de desplegarse rápidamente en cualquier lugar a vanguardia y asegurar la llegada del resto de unidades del ejército.

## Curiosidades
- Hasta el año 1997, la EADA tuvo como mascota a un cocodrilo y el cuartelero era el encargado de alimentarlo y cambiarle el agua del terrario donde estaba alojado.
- El 2 de junio de 1995 se preparó un equipo de CSAR (Rescate en combate) entre el personal de la Unidad desplegado en el Destacamento Ícaro, en la Base Aérea de Aviano, cuando la torre de control reportó al WOC (War Operation Center) que un aparato había sido derribado sobre Bosnia. Por esas fechas, los pilotos españoles eran enviados en tales misiones, actuando como jefes de grupo, o en misiones de señalización de objetivos, por el altísimo nivel de instrucción, y por disponer los EF-18 españoles de designador de blancos, elemento del que carecían los pilotos de F-16 americanos. Posteriores actualizaciones de información indicaron que el aparato abatido era americano, un  F-16C a los mandos de Scott O´Grady, asociado al "Incidente Banja Luka". La película "Tras las líneas enemigas" está basada vagamente en este personaje y los hechos acaecidos.
- En noviembre de 1995 un integrante de la Unidad realizó la compra personal de un chaleco portaequipos. Varios compañeros lo presentaron en la compañía Altus, sita en Zaragoza y especializada en material de montaña y mochilas, para solicitar la fabricación de un sistema parecido, puesto que, por esa época, los paracaidistas seguían llevando el correaje modelo 58, que databa de la guerra de Corea. La compañía desarrolló un sistema portaequipos que, con modificaciones particulares a cada unidad, fue aceptado para el servicio y sigue estando de dotación en unidades de los tres ejércitos.

- El 15 de julio de 1998 se estrelló un  Panavia Tornado IDS de la Aeronautica Militare Italiana (MM7017) que había partido de la base aérea de Ghedi, en Brescia, Italia, durante un vuelo de entrenamiento. El aparato impactó contra un buitre en vuelo a baja cota y se produjo un incendio en el motor. Los tripulantes, Andrea Lucarelli y Edi Turco se eyectaron del aparato siniestrado tras comprobar que habían pasado un pueblo cercano y que el aparato no caería sobre la localidad. La Unidad se encargó de la recuperación y custodia de los restos el aparato, en coordinación con la Guardia Civil.

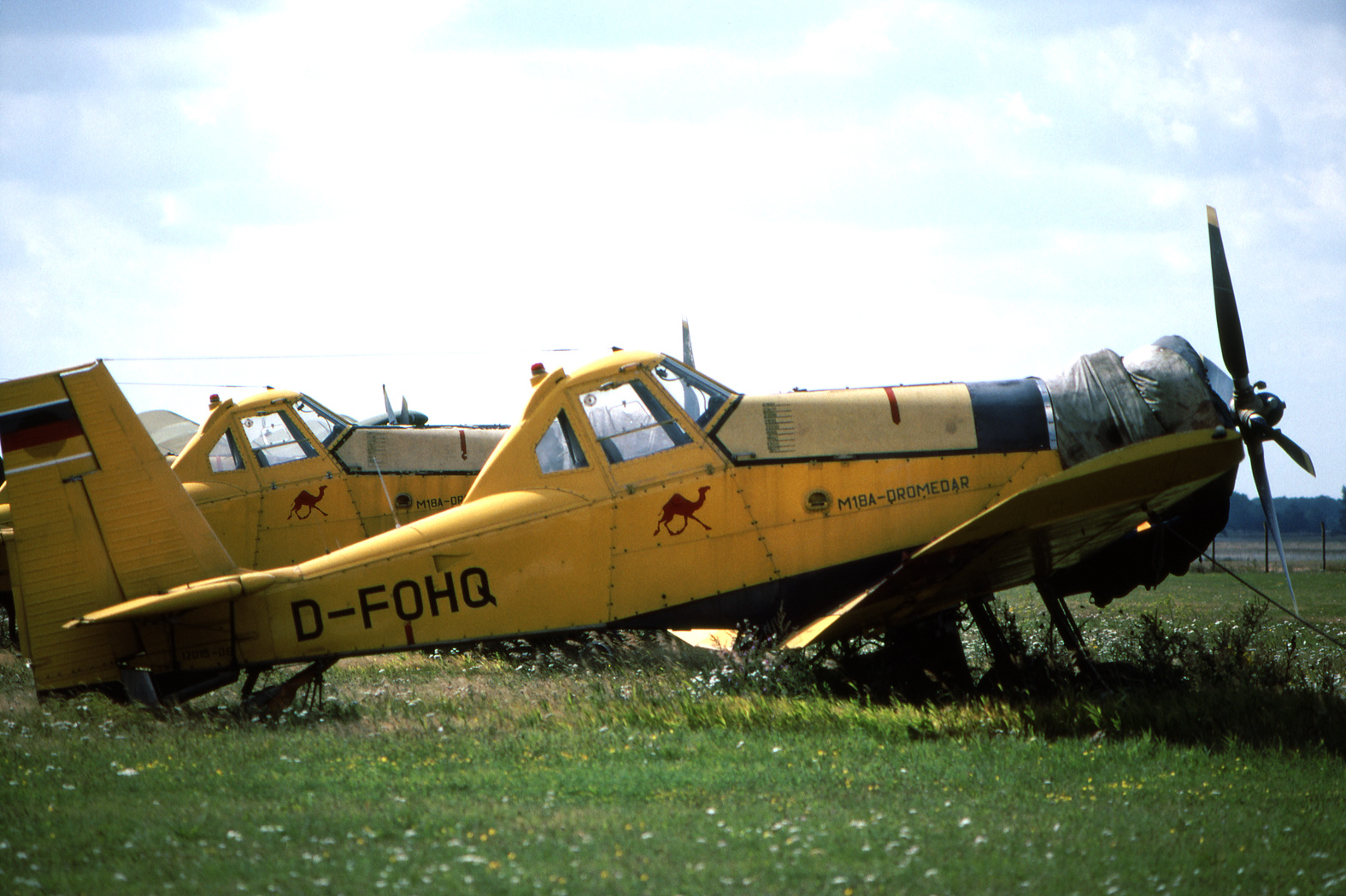
PZL Dromedar similar al interceptado ese día

- A finales de 1998, fecha por determinar, se produjo la primera interceptación real de un aparato por parte de un equipo de CCT´s de la Unidad. Durante un ejercicio SAO Alfa en el  Aeródromo de Ablitas, Navarra, dicho equipo se encontraba realizando una misión de control de combate para un ejercicio conjunto EADA SHORAD-Ala 15. Su labor era proporcionar control de tráfico aéreo en las responsabilidades del aeródromo y actuar de enlace tierra-aire para los ejercicios de ataque simulado sobre la pista por parte de 2 EF-18 del Ala 15, por una parte, y de la unidad de control de disparo de dos lanzadores Atlas de la sección SHORAD de la EADA por otra.

Tras autorizar un ataque simulado sobre la pista con rumbo de aproximación 300º, altura 150 Ft, el equipo de CCT se percata de que hay un aparato no identificado en rumbo de colisión, 060º, misma altura aproximada y trata de contactar, sin éxito, en frecuencia de aeródromo, emergencia civil y emergencia militar, por lo que decide abortar el ataque simulado, informando del tráfico no reportado a los EF-18 y ordenando un pop-up arriba, a la izquierda, al líder y un pop-up arriba, a la derecha al punto; el equipo sigue intentando contactar con el aparato en las tres frecuencias. Tras reunirse los EF-18 en el punto inicial interrogan sobre la posición, tipo y velocidad del aparato no identificado, para proceder a realizar una interceptación en modo visual. Los CCT´s informan de su situación relativa, proceden a realizar la interceptación y solicitan permiso para forzar al aparato a aterrizar en Ablitas, lo que se autoriza y los EF-18 proceden a escoltar en configuración “todo abajo” al avión, un Dromader de fumigación aérea con el piloto, proveniente de Sevilla, llevando la radio desconectada; tras el aterrizaje del PZL Mielec M18 Dromader se procede a posponer el ejercicio hasta el día siguiente. Tras realizar un informe de los hechos acaecidos el equipo de CCT´s fue propuesto para el premio de Seguridad en vuelo, por su jefe superior, y la Cruces del M.érito Aeronáutico
- El 12 de septiembre de 2001, un día después del  atentado de las Torres Gemelas, se produce un singular incidente en la Base Aérea de Aviano, Italia, ya que el equipo de seguridad del EADA evitó que derribaran el avión de transporte que realizaba el servicio de estafeta, un CN-235. Proveniente de un vuelo local, no realizó, por error del piloto, el plan de vuelo y, debido a la ausencia de información por parte del contingente español allí estacionado, se puso en alerta máxima la base, se activaron las defensas antiaéreas y despegó una patrulla de F-16 para derribarlo. Al ser requerido por una unidad de Policía Militar americana para que apoyase la seguridad, el equipo español preguntó el porqué de tal situación y los americanos informaron de que un aparato no identificado se acercaba a la base. Los españoles informaron, en inglés, que estaban esperando el aparato que realizaba el servicio de estafeta, dando una descripción del tipo, modelo de avión, camuflaje y rumbo aproximado y solicitando contactar con la torre de control para informar del hecho en cuestión. Los americanos replicaron que había un aparato de características similares, pero sin autorización, que se podía tratar de un avión secuestrado y que iba a ser derribado por los F-16. Volviendo a contactar con la Torre de Control y confirmando la E.T.A. (Hora prevista de llegada) del aparato se decide hacerlo aterrizar e inmovilizar en una calle de rodaje de la pista. Una vez el aparato en tierra, los españoles proceden, con la patrulla de la Policía Militar americana y un equipo de seguridad, también americano, a hacer de señalero, inmovilizar al aparato e identificar al mismo como propio, lo que resulta ser afirmativo. Al informarle de que iban a abordar el avión, el equipo español se presta voluntario para mediar y evitar males mayores. Informan de que disponen de 3 minutos para ir al aparato, recabar información de los tripulantes y regresar, de lo contrario, el aparato será tratado como hostil y destruido.  El equipo de seguridad procede a la puerta de acceso del fuselaje e informa de que no debe salir nadie; sube al aparato e informa a unos 10-15 oficiales superiores, más la tripulación, de los antecedentes y de que deben identificarse mediante el TIM (Tarjeta Militar de Identificación); recogen las tarjetas y regresan a la posición de la patrulla americana, le informan de lo sucedido y solicitan información. Estos reportan a la torre de control y , al poco, informan de que deben salir de uno en uno hacia la patrulla de Carabinieri que acababa de llegar, para confirmación de identidad. Tras prestar declaración ante los Carabinieri, los integrantes de la patrulla de seguridad española proceden a seguir con su labor, informar al Comandante de la Guardia de los hechos y a continuar con el servicio de guardia de 24 horas, sin mayor novedad.